# Chaudrey
Chaudrey ist eine französische Gemeinde mit 140 Einwohnern (Stand 1. Januar 2022) im Département Aube in der Region Grand Est; sie gehört zum Arrondissement Troyes und zum Kanton Arcis-sur-Aube.

## Geografie
Die Gemeinde liegt in der Champagne nahe dem Fluss Aube; auf halber Strecke zwischen Paris und Nancy.

## Bevölkerungsentwicklung
| Jahr      | 1962 | 1968 | 1975 | 1982 | 1990 | 1999 | 2008 | 2018 |
| Einwohner | 151  | 129  | 140  | 157  | 144  | 150  | 153  | 143  |

## Sehenswürdigkeiten
- Kirche Saint-Léger